# Pambolus aciculatus
Pambolus aciculatus är en stekelart som beskrevs av Charles Thomas Brues 1924. Pambolus aciculatus ingår i släktet Pambolus och familjen bracksteklar. Inga underarter finns listade i Catalogue of Life.